# Хвастовство
Хвастовство́ — излишнее восхваление своих достоинств, успехов и прочих качеств (иногда мнимых). Хвастливый человек специально выставляет напоказ какие-то свои качества, с целью выделиться среди других, получить одобрение. Хвастовство присуще практически всем людям в детском возрасте. Сергей Иванович Ожегов в своем словаре определял Хвастовство, как — «Неумеренное восхваление чего-нибудь своего, своих достоинств».
Черту характера, характеризующуюся склонностью к хвастовству называют хвастливостью.

## Крылатые фразы
- А я ещё и на машинке умею… (Мультфильм «Трое из Простоквашино»)
- Нехорошо, когда человек хвастает, но ещё хуже, когда ему нечем похвастать. (Автор неизвестен)
- Охаивание других — замаскированное хвастовство. (Автор неизвестен)
- Шум ещё ничего не доказывает. Курица, которая снесла яйцо, порой кудахчет так громко, словно снесла целую планету. (Марк Твен)